# رووم تك

## شركة ROOM TECH
ROOM TECH هي شركة مصرية متخصصة في تقديم حلول التجارة الإلكترونية والتقنية السحابية، تهدف إلى تمكين الأفراد ورواد الأعمال والمؤسسات الصغيرة والمتوسطة من إنشاء وتشغيل متاجر إلكترونية احترافية بسهولة. يقع مقر الشركة في جمهورية مصر العربية، وتقدم خدماتها على المستوى المحلي والعربي من خلال منصتها الإلكترونية.

### النشأة والتأسيس
تأسست ROOM TECH على يد محمد إسماعيل أحمد، من مواليد 20 مايو 2002 بمحافظة الجيزة، مصر. تخرج من معهد طيبة العالي للحاسب والعلوم الإدارية بالمعادي في عام 2024، تخصص نظم ومعلومات إدارية. بدأت الشركة نشاطها بهدف دعم التحول الرقمي في المنطقة العربية من خلال توفير أدوات تقنية حديثة وسهلة الاستخدام تساعد أصحاب المشاريع في إطلاق أعمالهم على الإنترنت دون الحاجة إلى خلفية تقنية متقدمة.

### الخدمات والحلول
توفر الشركة حزمة من الخدمات الإلكترونية المتكاملة، تشمل:

#### 1. تطوير وتصميم المتاجر الإلكترونية
- إنشاء متاجر إلكترونية متكاملة تعتمد على تصميمات عصرية ومتجاوبة مع جميع أنواع الأجهزة.
- تقديم لوحات تحكم مبسطة لإدارة المنتجات والمبيعات.
- دعم متعدد اللغات والعملات.

#### 2. التكامل مع بوابات الدفع الإلكتروني
- دعم أنظمة دفع إلكتروني محلية وعالمية.
- تسهيل ربط المتجر ببوابات مثل Fawry، Paymob، Paytabs وغيرها.
- ضمان أمان المعاملات وتشفير البيانات المالية.

#### 3. التسويق الإلكتروني والتحليلات
- خدمات تحسين محركات البحث (SEO).
- حملات تسويق عبر منصات التواصل الاجتماعي (Facebook, Instagram, Google).
- أدوات تحليلات مدمجة لتتبع أداء المتجر والمبيعات.

#### 4. الدعم الفني والتدريب
- دعم فني متواصل عبر البريد والدردشة المباشرة.
- مواد تعليمية وأدلة استخدام لتسهيل الإعداد والإدارة.
- تحديثات مستمرة للمنصة تشمل ميزات جديدة وتحسينات أمنية.

### الرؤية والرسالة
تسعى ROOM TECH إلى بناء بيئة رقمية تساعد على تمكين التجارة الإلكترونية في العالم العربي، من خلال حلول بسيطة، مرنة، وآمنة. وتؤمن الشركة بأهمية تمكين أصحاب المشاريع من التركيز على نمو أعمالهم بينما تتولى ROOM TECH الجانب التقني والتشغيلي.

### الابتكار والتكنولوجيا
تستخدم ROOM TECH أحدث التقنيات السحابية والبنية التحتية الآمنة لتقديم أداء موثوق به. وتعمل باستمرار على تطوير ميزاتها لتواكب تطورات السوق، مثل:
- إضافة تقنيات الذكاء الاصطناعي في التوصيات وتحسين تجربة المستخدم.
- دعم نظام الإشعارات اللحظية.
- التكامل مع تطبيقات خارجية (مثل تطبيقات الشحن، الدفع، والـ CRM).

### التواجد الرقمي
- الموقع الإلكتروني: https://roomtech.cloud
- صفحة فيسبوك الرسمية: Room Tech على فيسبوك